# Государственная информационная служба Египта
Государственная информационная служба Египта (араб. الهيئة العامة للاستعلامات المصرية‎) — правительственное агентство, являющееся своего рода официальным средством массовой информации и отделом по связям с общественностью. Указом от 6 сентября 2012 служба перешла из подчинения Министерства информации к Президенту Республики. С момента создания в 1954 году Служба на внутреннем и внешнем уровнях разъясняет политику государства в вопросах экономики, политики, культурным и общественным отношениям и т.д. Также агентство занимается повышением уровня общественной осведомлённости в вопросах политической активности, грамотности, планирования семьи, защиты окружающей среды и т.д. Штаб-квартира агентства находится в районе Наср-Сити Каира, также имеются 64 внутренних и 32 международных пресс-бюро. За символическую плату агентство предоставляет частным лицам доступ к компьютерам и Интернету, а также организует демонстрационные и конференц-залы. Также агентство ответственно за работу с иностранной прессой и журналистами.